# Monteneuf
Monteneuf (tiếng Breton: Monteneg) là một xã ở tỉnh Morbihan trong vùng Bretagne tây bắc Pháp. Xã này có diện tích 30,62 km², dân số năm 1999 là 660 người. Khu vực này có độ cao từ 33-158 mét trên mực nước biển.
Cư dân của Monteneuf danh xưng trong tiếng Pháp là Monténeuviens.